# Andrzej Radomski (zapaśnik)
Andrzej Antoni Radomski (ur. 30 listopada 1961 w Koszalinie) − polski zapaśnik i grappler, pięciokrotny mistrz Polski, wicemistrz Europy (Poznań 1990) i dwukrotny olimpijczyk (Seul 1988, Barcelona 1992) w zapasach w stylu wolnym.

## Kariera zapaśnicza
Zapasy trenował od 1972 roku. Był wychowankiem Budowlanych Koszalin. Pierwsze sukcesy osiągał w wadze średniej (82 kg) − trzykrotnie wywalczył mistrzostwo Polski (1986-88), zajął 4. miejsce na mistrzostwach świata (Clermont-Ferrand 1987) oraz walczył na igrzyskach olimpijskich w Seulu (odpadł po 3 walkach; 1 zwycięstwo − 2 porażki).
Po przejściu do wagi ciężkiej (100 kg) zdobył dwa kolejne mistrzostwa kraju (1990, 1992), został wicemistrzem Europy (Poznań 1990), był trzykrotnym finalistą mistrzostw świata (Martigny 1989 − 5. miejsce, Tokio 1990 − 4. miejsce, Warna 1991 − 6. miejsce). W 1992 roku w Barcelonie po raz drugi reprezentował Polskę na igrzyskach olimpijskich − w turnieju wagi ciężkiej zajął 5. miejsce (4 zwycięstwa − 2 porażki).

## Działalność przestępcza
Po zakończeniu sportowej kariery, w 1993 roku Radomski wraz z innym byłym zapaśnikiem, Piotrem Truchanem zajął się przemytem papierosów, a w późniejszym czasie stworzył i kierował grupą przestępczą o charakterze zbrojnym (pod przykrywką agencji ochrony), zwaną „gangiem zapaśników”. Jej działalność obejmowała m.in. ściąganie haraczy, rozboje, egzekwowanie długów i handel narkotykami na terenie Koszalina, Kołobrzegu i okolic. Grupa została rozbita wiosną 2003 roku przez CBŚ, a Radomski trafił do aresztu. W 2004 roku rozpoczął się proces przed sądem I instancji.
Postępowanie karne trwało 6 lat, w jego trakcie skazano prawomocnymi wyrokami w sumie 15 osób. Radomski został uznany za szefa gangu i winnego 12 z 13 postawionych mu zarzutów. W marcu 2010 roku został skazany przez sąd I instancji na 7 lat pozbawienia wolności (pierwotnie na 8, jednak pierwszy wyrok został z przyczyn uchybień proceduralnych uchylony, a sprawa skierowana do ponownego rozpoznania). Wcześniej, bo w 2008 roku, opuścił on areszt. Ostatecznie postępowanie zostało zakończone w listopadzie 2010 roku, gdy sąd apelacyjny skazał Radomskiego na 5,5 roku pozbawienia wolności (kara została złagodzona m.in. za przykładną postawę oskarżonego po opuszczeniu aresztu). Z racji tego, że w poczet wykonania kary zaliczono mu wcześniejszy pobyt w areszcie, Radomski nie trafił już do więzienia.
W sobotę 8 sierpnia 2015 roku został ciężko postrzelony przed swoim domem, w wyniku czego stracił nogę i dwa palce u ręki.

## Powrót do sportu
Po odzyskaniu wolności powrócił do aktywnego uprawiania sportu. Podjął treningi w Dragonie Koszalin i w szczecińskim Berserker’s Team Poland. W kwietniu 2010 roku został w Szczecinie mistrzem Polski ADCC w submission fightingu w kat. +99 kg. W lipcu tego samego roku zdobył w Szwajcarii srebrny medal Mistrzostw Świata Weteranów w Zapasach w stylu wolnym, a miesiąc później, podczas rozgrywanych w Chorwacji II Mistrzostw Świata Weteranów w Grapplingu wywalczył złoty medal (110 kg, bez gi).
W sierpniu 2011 roku, mając blisko 50 lat, zadebiutował w zawodowych mieszanych sztukach walki (MMA). Podczas gali „Wieczór Mistrzów” w Koszalinie pokonał przez poddanie w pierwszej rundzie ponad 20 lat młodszego rywala.
W 2012 roku stanął na podium Mistrzostw Europy Seniorów Submission Fighting w Słowenii.
W 2013 roku w Krakowie wywalczył pierwsze miejsce w kategorii +100 kg w Europen Championship ADCC.
W 2014 roku na Mistrzostwach Europy w Dublinie zdobył złoty medal w brazylijskim jiu-jutsu w kategorii open.